# Las Vegas, Nevada
Las Vegas je s 552.539 stanovnika (2006.) na 340 km² najveći grad Nevade i (uz Monte Carlo) najveći svjetski centar kockarske industrije.

## Zemljopis

### Klima
Klima Las Vegasa je suptropska pustinjska klima (oznaka BWh po Köppenovoj klasifikaciji), tipična za pustinju Mojave u kojoj se grad nalazi. Grad uživa u sunčanim periodima i ima preko 300 sunčanih dana i preko 3.800 sunčanih sati godišnje, sa 110 mm oborina (Las Vegas ima prosjek od 29 kišnih dana u godini, većinom tijekom zime, ali nije neobična pojava u bilo koje doba godine).
Ljeto je izuzetno vruće i uglavnom suho, s prosječnom maksimalnom dnevnom temperaturom od 34 do 40 °C i minimalnom noćnom od 21–26 °C. U prosjeku su 133 dana godišnje toplija od 32 °C, a 72 od 38 °C, s tim da većina dana u srpnju i kolovozu prelazi ove vrijednosti. Ipak, vlažnost zraka vrlo je niska i često je ispod 10%.
Zime su kratkog vijeka i općenito blage, s dnevnim maksimumom od 16 i noćnim minimumom od 4 °C. Okolne planine skupljaju snijeg tijekom zime, ali u samom gradu snijeg je rijetka pojava. Prije nekoliko godina snijeg je ipak pao u dolini. Temperatura se ponekad može spustiti i do nule, ali zimske noćne temperature rijetko se spuštaju ispod -1 °C.

## Povijest

### Razvoj broja stanovnika
| Godina | Broj stanovnika |
| ------ | --------------- |
| 1920.  | 2.304           |
| 1930.  | 5.165           |
| 1940.  | 8,422           |
| 1950.  | 24.624          |
| 1960.  | 64.405          |
| 1970.  | 125.787         |
| 1980.  | 164.674         |
| 1990.  | 258.295         |
| 2000.  | 478.434         |
| 2006.  | 552.539         |

## Politika

### Gradovi prijatelji
Las Vegas ima ugovore o prijateljstvu i partnerstvu sa sljedećim gradovima:
- Ansan, Južna Koreja
- Huludao, Kina
- Pernik, Bugarska
- Phuket, Tajland
- Angeles, Filipini

## Kultura i znamenitosti
- Hotel Paris
- Hotel Luxor
- Hotel i kazino New York

- Hotel Bellagio
- Hotel Caesars Palace
- Hotel i kazino Excalibur

## Vanjske poveznice
- Službene stranice (engl.)

### Ostali projekti
|  | Zajednički poslužitelj ima stranicu o temi Las Vegas |